# Коукал філіпінський
Коука́л філіпінський (Centropus viridis) — вид зозулеподібних птахів родини зозулевих (Cuculidae). Ендемік Філіппін.

## Опис
Довжина птаха становить 41-42 см, самців номінативного підвиду важать 113 г, самиці 150 г. Забарвлення переважно чорне з зеленим відблиском, крила каштанові. Навколо очей плями голої сірої шкіри, райдужки червоні, дзьоб сірий або чорний. У молодих птахів верхня частина тіла чорнувата, хвіст брозовий або зеленуватий, смуги на ньому відсутні. Нижня частина тіла чорна, поцяткована охристими смугами.

## Підвиди
Виділяють чотири підвиди:
- C. v. major Parkes & Niles, 1988 — острови Бабуян[en] (крайній північ Філіппін);
- C. v. viridis (Scopoli, 1786) — Лусон і сусідні острови, Вісайські острови, Мінданао і сусідні острови, острів Холо на півночі архіпелагу Сулу;
- C. v. mindorensis (Steere, 1890) — острови Міндоро і Семірара[en];
- C. v. carpenteri Mearns, 1907 — острови Батанес.

## Поширення і екологія
Філіпінські коукали мешкають на більшості островів Філіппінського архіпелагу, за винятком Палавану і сусідніх островів та південних островів Сулу. Вони живуть на луках, пасовищах і полях, зустрічаються на висоті до 2000 м над рівнем моря. Живляться переважно комахами та іншими безхребетними, а також дрібними хребетними. Сезон розмноження триває з квітня по липень, гніздо відносно велике, кулеподібне з бічним входом, розміщується на висоті від 1 до 1,5 м над землею. В кладці 3 білих яйця, інкубаційний період триває приблизно 2 тижні.